# Get Down on It
Get Down on It ist ein Lied der US-amerikanischen Band Kool & the Gang aus dem Jahr 1981. Das Stück erlangte immer wieder durch Coverversionen erneute Bekanntheit.

## Entstehung und Veröffentlichung
Das Lied wurde von den Kool-&-the-Gang-Mitgliedern Robert Bell, Ronald Bell, George Brown, Claydes Smith, James „JT“ Taylor, zusammen mit den Koautoren Eumir Deodato und Robert Mickens, getextet beziehungsweise komponiert. Mit Ausnahme von Mickens zeichneten alle Autoren auch für die Produktion verantwortlich.
Die Erstveröffentlichung von Get Down on It erfolgte als Teil von Something Special am 24. September 1981 bei De-Lite Records (Katalognummer: DSR-8502), dem 13. Studioalbum von Kool & the Gang. Am 11. Dezember 1981 erschien das Lied als Singleauskopplung aus dem Album. Diese erschien weltweit als 7″-Single in verschiedenen Ausführungen. Es erschienen Varianten mit den B-Seiten Jones vs. Jones, No Show oder auch Summer Madness.

## Kommerzieller Erfolg

### Chartplatzierungen
| ChartsChartplatzierungen       | Höchstplatzierung | Wochen |
| ------------------------------ | ----------------- | ------ |
| Deutschland (GfK)              | 43 (8 Wo.)        | 8      |
| Vereinigte Staaten (Billboard) | 10 (17 Wo.)       | 17     |
| Vereinigtes Königreich (OCC)   | 3 (13 Wo.)        | 13     |

| ChartsJahrescharts (1982)      | Platzierung |
| ------------------------------ | ----------- |
| Vereinigte Staaten (Billboard) | 82          |

### Auszeichnungen für Musikverkäufe
| Land/Region                  | Auszeichnungen für Musikverkäufe (Land/Region, Auszeichnung, Verkäufe) | Verkäufe  |
| ---------------------------- | ---------------------------------------------------------------------- | --------- |
| Dänemark (IFPI)              | Gold                                                                   | 45.000    |
| Italien (FIMI)               | Gold                                                                   | 50.000    |
| Neuseeland (RMNZ)            | 2× Platin                                                              | 60.000    |
| Vereinigte Staaten (RIAA)    | Platin                                                                 | 1.000.000 |
| Vereinigtes Königreich (BPI) | Platin                                                                 | 600.000   |
| Insgesamt                    | 2× Gold · 4× Platin ·                                                  | 1.755.000 |

## Coverversionen
Peter André coverte 1995 das Lied und erreichte Platz eins in der Hitparade Neuseelands. Eine weitere von Blue featuring Kool & the Gang and Lil’ Kim erreichte ebenfalls in vielen Ländern die Charts, darunter die Top 20 in Spanien und Finnland.